# Liste des présidents du Sénat du Kenya

## Période entre 1963 et 1967
Le parlement est bicaméral avec la Maison des représentants et le Sénat.

Président du Sénat :
- Timothy Chitasi Muinga Chokwe (1963–1967)

## Période entre 1967 et 2013
Le parlement devient monocaméral avec, uniquement, l'Assemblée nationale (National Assembly).

## Depuis 2013
La nouvelle Constitution de 2010 réinstaure un parlement bicaméral avec une Assemblée nationale et un Sénat à partir de 2013.
| Président           | Période                     | Parti politique |
| ------------------- | --------------------------- | --------------- |
| Ekwee Ethuro (en)   | 28 mars 2013 — 31 août 2017 | parti du jubilé |
| Kenneth Lusaka (en) | 31 août 2017 – 8 août 2022  | parti du jubilé |
| Amason Kingi (en)   | depuis le 8 septembre 2022  | Kenya Kwanza    |